# Renodes vulgaris
Renodes vulgaris är en fjärilsart som beskrevs av Butler 1879 och som ingår i släktet Renodes. Inga underarter finns listade.